# Pardosa drenskii
Pardosa drenskii är en spindelart som beskrevs av Jan Buchar 1968. Pardosa drenskii ingår i släktet Pardosa och familjen vargspindlar.
Artens utbredningsområde är Bulgarien. Inga underarter finns listade i Catalogue of Life.